# 27556 Williamprem
27556 Williamprem è un asteroide della fascia principale. Scoperto nel 2000, presenta un'orbita caratterizzata da un semiasse maggiore pari a 2,4768930 UA e da un'eccentricità di 0,0503830, inclinata di 4,38264° rispetto all'eclittica.